# 4J Studios
4J Studios ist eine Videospielentwicklungsfirma aus Dundee, Schottland. Die Firma arbeitet mit den Publishern ZeniMax Media, Mojang AB und den Microsoft Studios zusammen. Die meisten Mitarbeiter hat der Spezialist für die Portierung von Computerspielen anderer Plattformen auf die Xbox 360 von der 2005 insolvent aufgelösten VIS Entertainment übernommen. Für den US-amerikanischen Spieleentwickler Bethesda Softworks hat 4J Studios Star-Trek-Spiele entwickelt.

## Spiele
4J Studios hat folgende Spiele entwickelt:
- Breeders’ Cup World Thoroughbred Championships (PlayStation 2, Xbox) (2005)
- Star Trek: Encounters (PlayStation 2) (2006)
- Star Trek: Conquest (Wii, PlayStation 2) (2007)
- AMF Bowling Pinbusters! (Nintendo DS) (2008)
- Ducati Moto (Nintendo DS) (2008)
- Wuggle (iPhone) (2010)

Außerdem haben sie folgende Spiele auf andere Konsolen portiert:
- The Elder Scrolls IV: Oblivion (PlayStation 3) (2007)
- Overlord: Raising Hell (PlayStation 3) (2008)
- Banjo-Kazooie (Xbox Live Arcade) (2008)
- Banjo-Tooie (Xbox Live Arcade) (2009)
- Perfect Dark (Xbox Live Arcade) (2010)
- Minecraft (Xbox 360, Xbox One, PS3, PS4, PS Vita, Wii U, Switch) (2012–2017)